# 第53回カンヌ国際映画祭
第53回カンヌ国際映画祭（だい53かいカンヌこくさいえいがさい）は、2000年5月10日から5月21日にかけて開催された。

## 受賞結果
- パルム・ドール：『ダンサー・イン・ザ・ダーク』（ラース・フォン・トリアー）
- グランプリ：『鬼が来た!』（チアン・ウェン）
- 審査員賞：『ブラックボード 背負う人』（サミラ・マフマルバフ）、『散歩する惑星』（ロイ・アンダーソン）
- 監督賞：エドワード・ヤン（『ヤンヤン 夏の想い出』）
- 男優賞：トニー・レオン（『花様年華』）
- 女優賞：ビョーク（『ダンサー・イン・ザ・ダーク』）
- 脚本賞：ジョン・C・リチャーズ、ジェームズ・フラムバーグ（『ベティ・サイズモア』）
- カメラ・ドール：バフマン・ゴバディ（『酔った馬の時間』）、ハッサン・イェクタパナ（『Djomeh』）
- ある視点賞：『彼女を見ればわかること』（ロドリゴ・ガルシア）

## 審査員

### コンペティション部門
- 審査委員長
  - リュック・ベッソン（フランス/監督）
- 審査員
  - アイタナ・サンチェス＝ギヨン（イタリア/女優）
  - アルンダティ・ロイ（インド/作家）
  - バルバラ・スコヴァ（ドイツ/女優）
  - ジェレミー・アイアンズ（イギリス/俳優）
  - ジョナサン・デミ（アメリカ/監督）
  - クリスティン・スコット・トーマス（イギリス/女優）
  - マリオ・マルトーネ（イタリア/監督）
  - ニコール・ガルシア（フランス/女優）
  - パトリック・モディアノ（フランス/作家）

### カメラ・ドール部門
- 審査委員長
  - オタール・イオセリアーニ（グルジア/監督）

### ある視点部門
- 審査委員長
  - ジェーン・バーキン（イギリス/女優）

### 短編映画部門
- 審査委員長
  - ジャン＝ピエール&リュック・ダルデンヌ（ベルギー、監督）
- 審査委員
  - アブデラマン・シサコ（モーリタニア、監督）
  - クレール・ドニ（フランス/監督）
  - フランチェスカ・コメンチーニ（イタリア/監督）
  - ミラ・ソルヴィノ（アメリカ/女優）

## 上映作品

### コンペティション部門
| 題名 原題                                                          | 監督                     | 製作国                             |
| ------------------------------------------------------------------ | ------------------------ | ---------------------------------- |
| ブレッド&ローズ Bread and Roses                                    | ケン・ローチ             | イギリス フランス ドイツ他         |
| 春香伝 춘향뎐                                                      | イム・グォンテク         | 韓国                               |
| コード・アンノウン Code inconnu: Récit incomplet de divers voyages | ミヒャエル・ハネケ       | フランス ドイツ ルーマニア         |
| ダンサー・イン・ザ・ダーク Dancer in the Dark                      | ラース・フォン・トリアー | デンマーク ドイツ オランダ他       |
| エスター・カーン めざめの時 Esther Kahn                            | アルノー・デプレシャン   | フランス イギリス                  |
| Estorvo (Turbulence)                                               | ルイ・グエッラ           | ブラジル キューバ ポルトガル       |
| 花様年華 花樣年華                                                  | ウォン・カーウァイ       | 香港 フランス                      |
| ファストフード・ファストウーマン Fast Food Fast Women              | アモス・コレック         | アメリカ合衆国 フランス イタリア   |
| 御法度                                                             | 大島渚                   | 日本                               |
| 鬼が来た! 鬼子来了                                                 | チアン・ウェン           | 中国                               |
| ハリー、見知らぬ友人 Harry un ami qui vous veut du bien            | ドミニク・モル           | フランス                           |
| キプールの記憶 Kippur                                              | アモス・ギタイ           | イスラエル フランス                |
| 感傷的な運命 Les Destinées Sentimentales                           | オリヴィエ・アサヤス     | フランス スイス                    |
| ベティ・サイズモア Nurse Betty                                     | ニール・ラビュート       | アメリカ合衆国                     |
| オー・ブラザー! O Brother, Where Art Thou?                         | コーエン兄弟             | アメリカ合衆国                     |
| Свадьба (The Wedding)                                              | パーヴェル・ルンギン     | ロシア フランス ドイツ             |
| 散歩する惑星 Sånger från andra våningen                            | ロイ・アンダーソン       | スウェーデン ノルウェー デンマーク |
| ブラックボード 背負う人 Takhté siah                                | サミラ・マフマルバフ     | イラン イタリア 日本               |
| 金色の嘘 The Golden Bowl                                           | ジェームズ・アイヴォリー | イギリス アメリカ合衆国 フランス   |
| 裏切り者 The Yards                                                 | ジェームズ・グレイ       | アメリカ合衆国                     |
| 不実の愛、かくも燃え Trolösa                                       | リヴ・ウルマン           | スウェーデン イタリア ドイツ他     |
| ヤンヤン 夏の想い出 一一                                           | エドワード・ヤン         | 台湾 日本                          |
| EUREKA                                                             | 青山真治                 | 日本                               |

### ある視点部門
| 題名 原題                                                         | 監督                                | 製作国                                 |
| ----------------------------------------------------------------- | ----------------------------------- | -------------------------------------- |
| 夏至 Mùa hè chiều thẳng đứng                                      | トラン・アン・ユン                  | ベトナム フランス                      |
| Abschied - Brechts letzter Sommer                                 | ヤン・シュッテ                      | ドイツ                                 |
| Así es la vida                                                    | アルトゥーロ・リプスタイン          | メキシコ フランス                      |
| Capitães de Abril                                                 | マリア・デ・メディロス              | ポルトガル フランス                    |
| ジョメー Djomeh                                                   | ハッサン・イェクタパナー            | イラン フランス                        |
| 私の小さな楽園 Eu tu eles                                         | アンドルーチャ・ワディントン        | ブラジル                               |
| Famous                                                            | グリフィン・ダン                    | アメリカ合衆国                         |
| 永遠のアフリカ I Dreamed of Africa                                | ヒュー・ハドソン                    | アメリカ合衆国                         |
| ジャッキー Jackey                                                 | ブラト・ラティフィ フォーピン・フー | オランダ                               |
| La saison des hommes                                              | Moufida Tlati                       | フランス                               |
| Le premier du nom                                                 | サビーン・フラネル                  | フランス スイス                        |
| バスを待ちながら Lista de Espera                                  | フアン・カルロス・タビオ            | キューバ スペイン フランス             |
| Lost Killers                                                      | Dito Tsintsadze                     | ドイツ                                 |
| 日曜日は終わらない                                                | 高橋陽一郎                          | 日本                                   |
| 秘花 ～スジョンの愛～ 오! 수정                                    | ホン・サンス                        | 韓国                                   |
| 僕は海の音が… Preferisco il rumore del mare                       | ミッモ・カロプレスティ              | イタリア フランス                      |
| Saint-Cyr                                                         | パトリシア・マジュイ                | フランス                               |
| キング・イズ・アライブ The King Is Alive                          | クリスチャン・レヴリング            | デンマーク スウェーデン アメリカ合衆国 |
| 彼女を見ればわかること Things You Can Tell Just by Looking at Her | ロドリゴ・ガルシア                  | アメリカ合衆国                         |
| Tierra del Fuego                                                  | ミゲル・リッティン                  | イタリア                               |
| Wild Blue                                                         | Thierry Knauff                      | フランス                               |
| ウーマン・オン・トップ Woman on Top                               | フィナ・トレス                      | アメリカ合衆国                         |

### 特別招待作品
- アンダー・サスピション - スティーヴン・ホプキンス（アメリカ）
- 落穂拾い - アニエス・ヴァルダ（フランス）
- 宮廷料理人ヴァテール - ローランド・ジョフィ（イギリス、フランス）
- グリーン・デスティニー - アン・リー（アメリカ）
- しあわせの選択 - ドゥニ・アルカン（カナダ、フランス）
- セシル・B/ザ・シネマ・ウォーズ - ジョン・ウォーターズ（アメリカ）
- ミッション・トゥ・マーズ - ブライアン・デ・パルマ（アメリカ）
- レクイエム・フォー・ドリーム - ダーレン・アロノフスキー（アメリカ）
- グレゴリー・ペック、わが人生を語る - バーバラ・コップル（アメリカ）
- Aprili - オタール・イオセリアーニ（グルジア）
- Honest - デヴィッド・A・スチュワート（イギリス）